# 위치 기반 게임
위치 기반 게임(영어: location-based game, location-enabled game)은 게임을 하는 플레이어가 실제로 있는 자신의 위치를 경유하여 진행되는 게임이다. 그러므로, 위치 기반 게임은 반드시 플레이어가 그들의 위치를 기록하도록 하는 일정한 메커니즘을 제공해야 한다. 이러한 위치 기록 메커니즘의 대표적인 예로는 GPS를 통한 범지구 위성 항법 시스템이 있다. 다양한 모바일 기기들이 위치 기반 게임을 위해 사용될 수 있는데, 이 경우에 이러한 게임들은 “위치 기반 모바일 게임”이라고 불리게 된다. 이는 위치기반 게임과 모바일 게임을 합친 형태이다.

## 역사
위치기반 게임은, GPS에서 수신된 좌표데이터를 적극적으로 활용한다는 점에서 지오캐싱으로부터 시작한다고 볼 수 있다. 2000년 5월 3일, Dave Ulmer가 오리건주에 보물을 숨긴 다음에 그 좌표를 인터넷에 공개하는 형식으로 시작된 지오캐싱은, 누군가 보물을 숨기고 다른 누군가 그 위치를 통해 찾는 방식으로 진행되었다.
그리고 2004년에 팩맨하탄(Pac-Manhattan)과 시티택(Cititag), 두가지 실험적인 위치 기반 게임이 실행되었다. 팩맨하탄은 1980년대의 비디오게임인 팩맨을 뉴욕시에 옮긴 방식의 게임으로, 팩맨의 역할을 맡은 플레이어가 맨하탄의 워싱턴 스퀘어 공원(Washington square park)에서 거리에 따라 설정된 가상의 점(dot)을 모으는 동안 가상의 유령 역할을 맡은 네 명의 플레이어가 팩맨 플레이어를 잡는 게임이다.
그리고 시티택은 GPS와 와이파이가 장착된 PDA를 소지한 사람들을 두 팀으로 나누어, 상대방 팀을 태그하고 태그된 자신의 팀을 언태그하는 방식으로 진행되는 멀티 플레이어 게임이다.
팩맨하탄과 같은 위치 기반 게임은 기술적 한계로 인해 하나의 큰 이벤트로서 기획되었으나, 2007년 아이폰이 출시되어 GPS와 와이파이가 적극적으로 활용되는등 기술의 발전으로 인해 좀 더 간편하고 쉽게 실행될 수 있게 되었다. 이 중 대표적인 것으로 들 수 있는 것이 포스퀘어(Foursquare)이다. 포스퀘어는 자신의 위치데이터를 활용하여 체크인하거나 체크아웃하는 방식으로 진행되는 위치 기반 서비스로, 체크인을 활발히 하여 점수를 쌓고 특정 미션을 수행하는 방식 등으로 이루어지는 점에서 소셜 네트워크 게임이나 위치 기반 게임의 일종으로 볼 수 있다.
최초의 위치 기반 모바일 게임은 2004년 1월 15일 출시된, 모바일 게임업체 게임빌의 '준삼국지'이다.

## 분류

### 보물 찾기
지오캐싱과 같이 숨겨진 보물의 위치를 찾아내는 방식이다.

### 지역 방어 및 강탈
Please Stay Calm, Shadow Cities, Fleck, MyTown, GeoWars, Life is Crime과 같이 위치를 차지하고 뺏는 방식이다.

### 그 외
GeoHunters처럼 롤플레잉과 결합된 방식, Parallel Kingdom처럼 다른 여러 가지 방식이 결합된 방식도 있다.

## 방식 비교

### 위치 기반 데이터를 주로 삼는 방식
GPS를 이용하여 현재 자신의 위치를 차지하고 해당 위치에 이미 존재하는 다른 플레이어를 방해하는 방식의 게임인 주차왕은, 위치 기반 데이터를 주로 삼는 방식의 게임이다. 이러한 게임들은 현재 자신이 현실에 있는 지리적 위치를 주요소로 삼는 위치 기반 게임이라고 할 수 있다.

### 기존 게임에 컨텐츠로 들어가는 방식
앵그리버드는 플레이어들에게 위치 기반 서비스를 포함한 새로운 캐릭터와 데이터를 제공하는데, 플레이어는 이를 통해 비슷한 위치에 있는 다른 플레이어와 경쟁할 수 있다. 이러한 게임들은 위치 기반 서비스를 주로 삼는 게임이 아니지만, 위치 기반 서비스를 활용한다는 점에서 위치 기반 게임이라고 할 수 있다.

## 문제점
위치 기반 게임이 직면한 문제로 우선, 현실에서의 이동을 유도하고자 하는 게임의 목적과 달리 실제로 이를 플레이하는 사람들이 이동 중에 이를 하지 않으려고 한다는 점이 있다. Montola의 통계에 따르면, 위치 기반 게임인 Shadow Cities를 하는 플레이어들의 74%는 이동하는 것을 통해 얻는 실질적인 이득을 포기하고 집이나 직장에서만 이 게임을 하는 경향이 있다.

## 같이 보기
- 대체 현실 게임
- 위치 기반 서비스
- 유비쿼터스 컴퓨팅